# Calliax lobata
Calliax lobata är en kräftdjursart som först beskrevs av De Gaillande och Lagardere 1966.  Calliax lobata ingår i släktet Calliax och familjen Callianassidae. Inga underarter finns listade i Catalogue of Life.